# Lyndon Rush
Lyndon Rush, född den 24 november 1980 i Saskatoon, Kanada, är en kanadensisk bobåkare.
Han tog OS-brons i herrarnas fyrmanna i samband med de olympiska bobtävlingarna 2010 i Vancouver.